# 黃瑾瑜
黃瑾瑜（Nigel Ng，1991年3月15日—），單口喜劇演員兼YouTuber，馬來西亞籍，英國永久居民，生於吉隆坡，祖籍福建，以其在影片中扮演帶有濃烈口音的中年食評人角色「羅傑叔叔」（Uncle Roger）而著名。

## 個人背景
黃瑾瑜出生於馬來西亞吉隆坡，他的父母皆為閩南裔馬來西亞華人，父亲是卖车的生意人，母亲是家庭主妇。家裏有兩個兄弟姐妹，他是家中排行老大，兒時與家人在蕉賴區生活。

## 發展經歷
他於2009年畢業於吉隆坡中華獨立中學；並於2010年出國就讀美國西北大學深造工程學。他曾任職數據科學家，並擁有GitHub專頁。2020年7月，他以其上傳一支評論BBC蛋炒飯教學影片而爆紅，並以片中「羅傑叔叔」的形象在全球傳播。截至2023年2月中，他在YouTube頻道上的觀看次數已超過7.53億人次，在Instagram上有469.5萬粉絲追蹤，在Twitter上有17.6萬粉絲追蹤，在新浪微博上有40.2萬粉絲追蹤。目前，他的YouTube頻道上有1020萬訂閱者，哔哩哔哩頻道在封禁前亦有41.8萬訂閱者。
2022年10月，黄瑾瑜以嘉賓身份参加了戈登·拉姆齊主持的《地狱厨房》第21季第3集。
2024年9月11日，黃瑾瑜的首家餐廳「FUIYOH! It's Uncle Roger」在吉隆坡柏威年廣場7樓開幕。為隆重其事，他號召民眾在當天挑戰3項健力士世界紀錄。最後，他以號召了共388名民衆，創下“最多Uncle Roger聚會”的吉尼斯世界紀錄。他表示開設餐廳的目的是推廣馬來西亞的美食文化，並計劃拓展至新加坡、泰国、印尼及澳洲等市場。

## 演藝爭議
2020年10月30日，黄瑾瑜在倫敦街頭遭到毆打。
2021年1月12日，黄瑾瑜通过新浪微博，对自己误与有法轮功背景和曾多次发文批评中共在中国的人权纪录，包括1989年的六四天安门事件、及香港国安法新疆议题的陈兴（Mike Xing Chen，Youtube頻道名 "	
Strictly Dumpling"）合作制作美食视频发表中英文双语致歉声明，并在未预先通知陈兴的情況下全网删除相关视频。陈兴則在Instagram针对黄瑾瑜的道歉言论發文稱“应该先好好去了解中共的所作所为，並批评中共为了堵住异议人士的嘴而无所不用其极，而黄瑾瑜道歉一事就是最好的例证”。
2022年2月25日，黄瑾瑜通过Twitter，把俄罗斯对乌克兰发动军事攻击事件当成笑话调侃，并且有意将乌克兰加入他《嗨呀（HAIYAA）》世界巡回表演的地点。他被批击使用（因战争）死亡的人来开玩笑而引发争议。他在得知帖文引发争议后表示：“有时候脑海里觉得有趣的事情，在现实中并不好笑。”尽管他在过后迅速删帖，但相关截图已在网络流传而继续遭到网络批评。
2023年5月16日，黄瑾瑜在Twitter和Instagram上發佈了一段調侃中國社会及政治的表演片段后，被中國網絡平台封殺，新浪微博和哔哩哔哩弹幕网账号于5月19日被封禁。5月23日，黄瑾瑜在其Youtube频道发表新广告宣传的同时，以「言论自由」的重要性以及六四天安门事件作为嘲弄自己遭中国社交媒体全面封杀一事。澳大利亚学者Ren Annie接受ABC《The World》采访时认为，视频中预告将于6月4日线上推出这段脱口秀新片，可能引致了此次封杀。